# Wayne McCullough (baloncestista)
Wayne McCullough (Condado de Hockley, Texas, 22 de junio de 1994) es un baloncestista estadounidense queactualmente se encuentra sin equipo. Con 1,96 metros de estatura, juega en la posición de escolta.

## Trayectoria deportiva
Jugó cuatro temporadas con los Colorado Christian Cougars en la NCAA II desde 2012 a 2016. y en su último año universitario promedia 8.7 puntos, 3.5 rebotes y 1.5 bloqueos por encuentro. 
Tras no ser elegido en el Draft de la NBA de 2016, firmó por los Island Storm de la Liga Nacional de Baloncesto de Canadá, en el que jugaría durante dos temporadas.
En octubre de 2018, tendría un breve paso por Northern Arizona Suns de la NBA G League, con los que no llegaría a debutar.
Más tarde, firma por los Moncton Magic de la Liga Nacional de Baloncesto de Canadá, en el que jugaría durante dos temporadas, desde 2018 a 2020.
En julio de 2020, llega a Europa para jugar en las filas del Lahti Basketball de la Korisliiga, en el que disputa 26 partidos promediando 17,54 puntos.
El 24 de julio de 2021, firma por el Darüşşafaka S.K. de la Türkiye Basketbol 1. Ligi.